# Partula tristis
Partula tristis é uma espécie de gastrópodes da família Partulidae.
Foi endémica da Polinésia Francesa.